# موج مادی

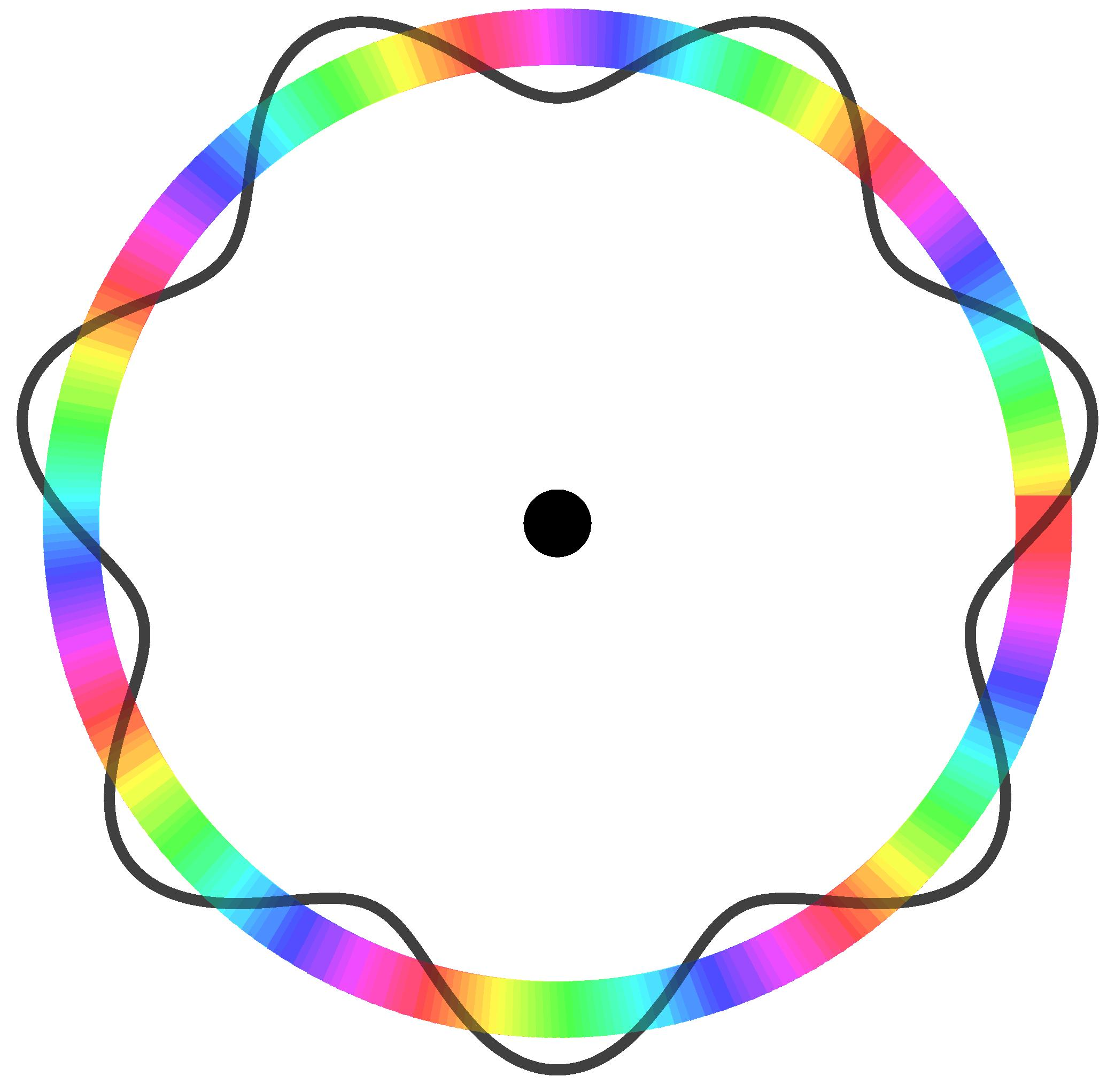
نمایی از دو تجسم از یک مسیر هیدروژن با هفت طول موج دوبروی. فاز الکترون را می‌توان به صورت رنگ یا تابع سینوسی نمایش داد.

موج مادی یا موج دوبروی (به انگلیسی: de Broglie wave) در مکانیک کوانتوم، مفهوم و بیانگر دوگانگی موج و ذره برای ماده است. نظریه آن توسط لویی دوبروی در سال ۱۹۲۴ و در تز دکترایش برای اولین بار مطرح شد. روابط دوبروی نشان می‌دهد که طول موج رابطهٔ معکوس با تکانه مشخص دارد که به آن طول‌موج دوبروی نیز می‌گویند. همچنین بسامد امواج مادی، به طور مستقیم به انرژی E (مجموع انرژی سکون و انرژی جنبشی) یک ذره، بستگی دارد.

## روابط دوبری

### مکانیک کوانتومی
روابط لویی دوبروی مرتبط طول موج λ و تکانه p، و بسامد f و انرژی جنبشی E (به استثنای انرژی سکون و هرگونه انرژی پتانسیل) برای یک ذره به صورت زیر است:
{\displaystyle {\begin{aligned}&\lambda =h/p\\\end{aligned}}}
که h ثابت پلانک است. معادلات را به صورت زیر نیز می‌توان نوشت:
{\displaystyle {\begin{aligned}&p=\hbar k\\\end{aligned}}}
که در آن
- {\displaystyle \hbar =h/2\pi } ثابت کاهیده پلانک ,
- {\displaystyle k=2\pi /\lambda } عدد موج(به بیان بهتر بردار موج زیرا عدد موج مضربی از [طول موج / 1] است)
- {\displaystyle \omega =2\pi f} بسامد زاویه‌ای است.

### نسبیت خاص
تکانه در نسبیت خاص از رابطه زیر به دست می‌آید:
{\displaystyle p=\gamma m_{0}v}
که می‌توانیم روابط را به صورت زیر بنویسم
{\displaystyle {\begin{aligned}&\lambda ={\frac {h}{\gamma m_{0}v}}={\frac {h}{m_{0}v}}{\sqrt {1-{\frac {v^{2}}{c^{2}}}}}\\&f={\frac {\gamma \,m_{0}c^{2}}{h}}={\frac {m_{0}c^{2}}{h{\sqrt {1-{\frac {v^{2}}{c^{2}}}}}}}\end{aligned}}}
که m0 جرم سکون است، v سرعت برداری ذره، γ فاکتور لورتنز، و c سرعت نور در خلا می‌باشد. سرعت گروه را ببینید که در اینجا در واقع سرعت همان ذره است و نباید سرعت فاز (ضرب فرکانس و طول موج ذره) اشتباه شود. 